# Liste von Museen in London

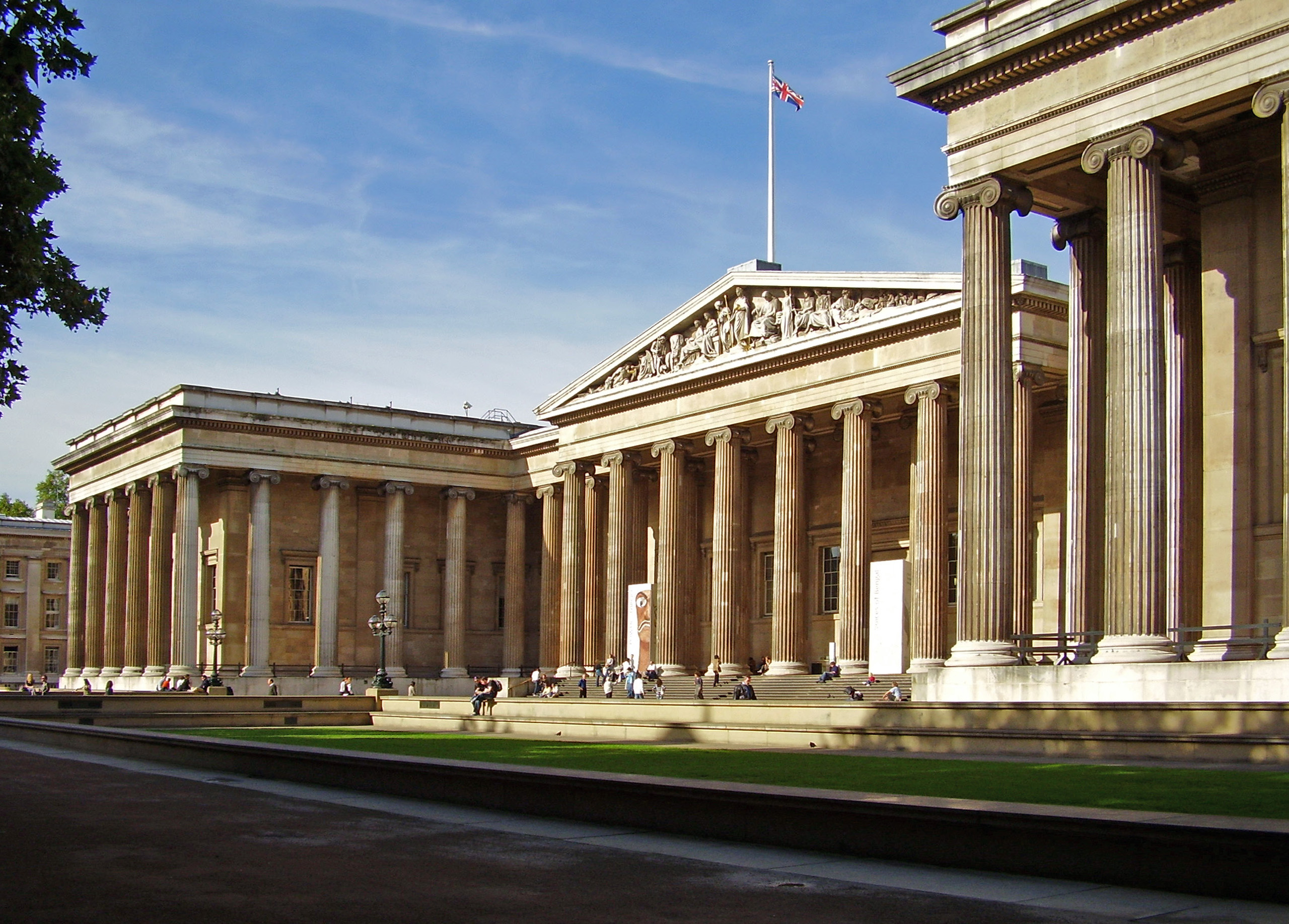
Haupteingang des British Museums

In London befinden sich Hunderte von Museen.

## Bekannte Museen in London
(Museen mit über 100 000 Besuchern pro Jahr)
- British Museum
- Churchill Museum and Cabinet War Rooms (Eintritt kostenpflichtig)

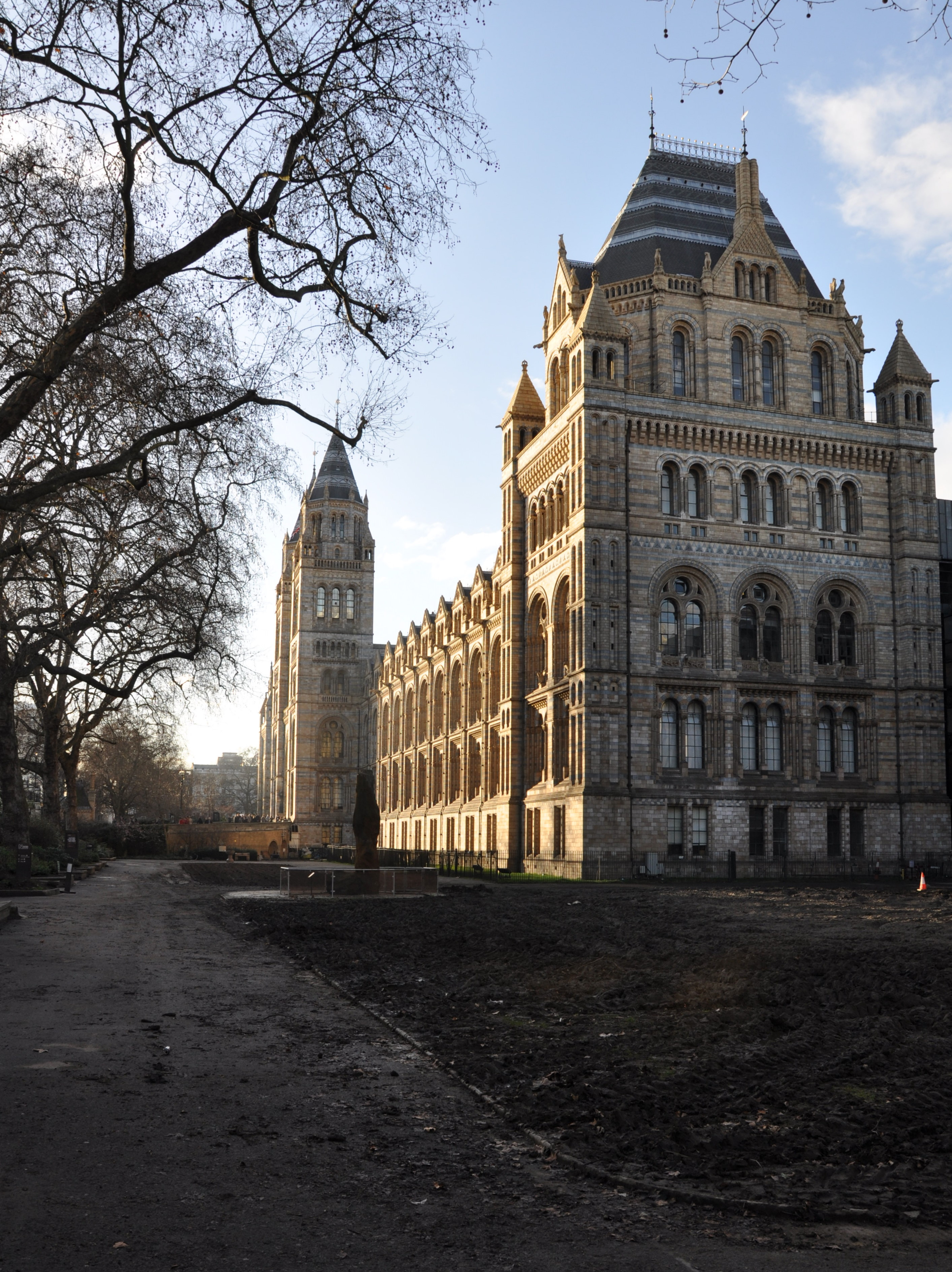
Natural History Museum

- Belfast (Leichter Kreuzer aus dem Zweiten Weltkrieg)
- Horniman Museum
- Imperial War Museum
- Museum of London Docklands (West India Docks, auf der Isle of Dogs)
- Museum of London
- National Gallery
- National Maritime Museum
- National Portrait Gallery
- Natural History Museum (Naturkundliches M.)
- Science Museum (Wissenschaftsmuseum)
- Tate Britain
- Tate Modern
- V&A Museum of Childhood (Bethnal Green)
- Victoria and Albert Museum
- Wallace Collection

## Weitere Häuser (alphabetisch)

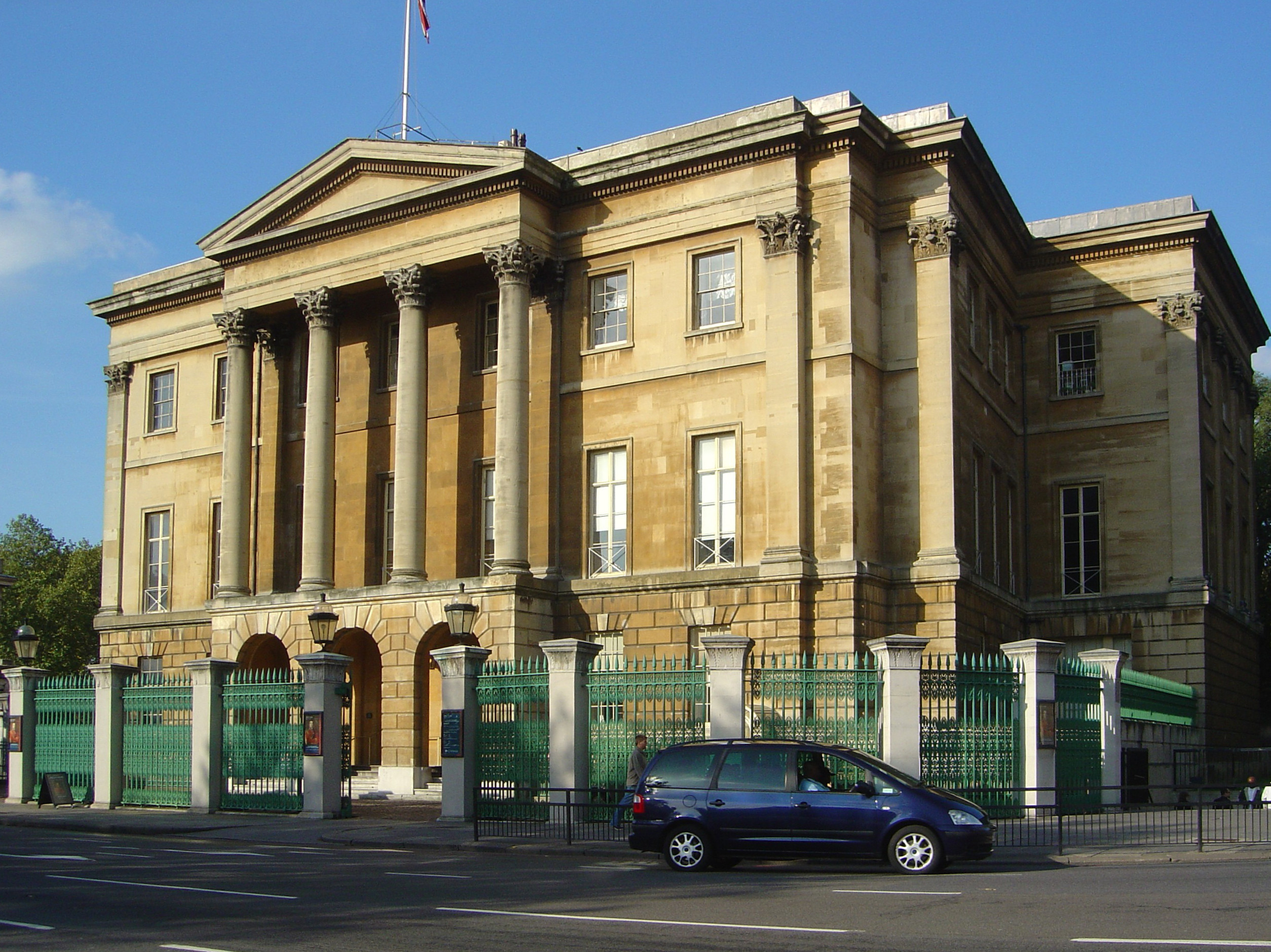
Apsley House (Kunstsammlung von 1778)

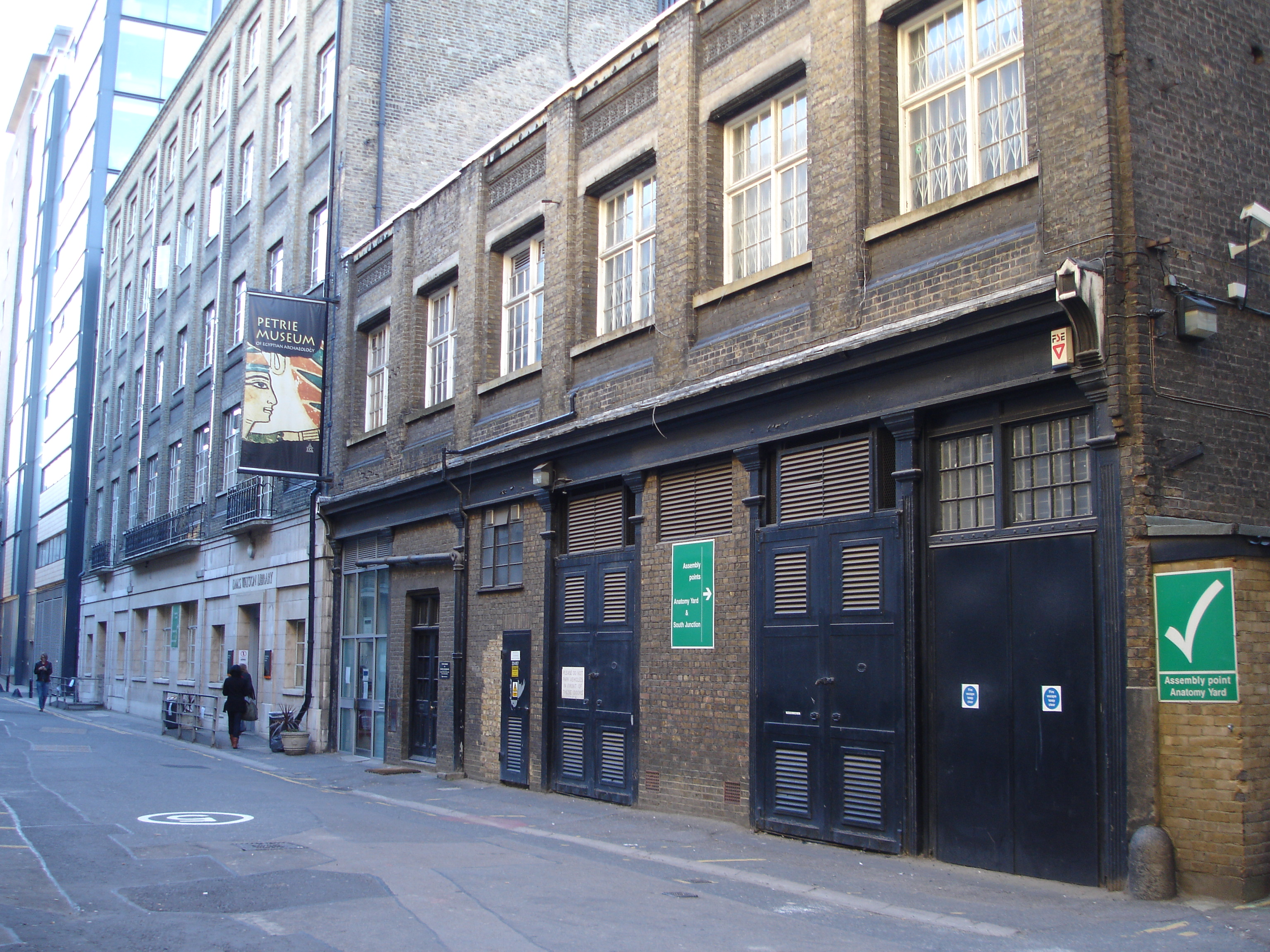
Das Petrie Museum of Egyptian Archaeology (Teil des University College London)

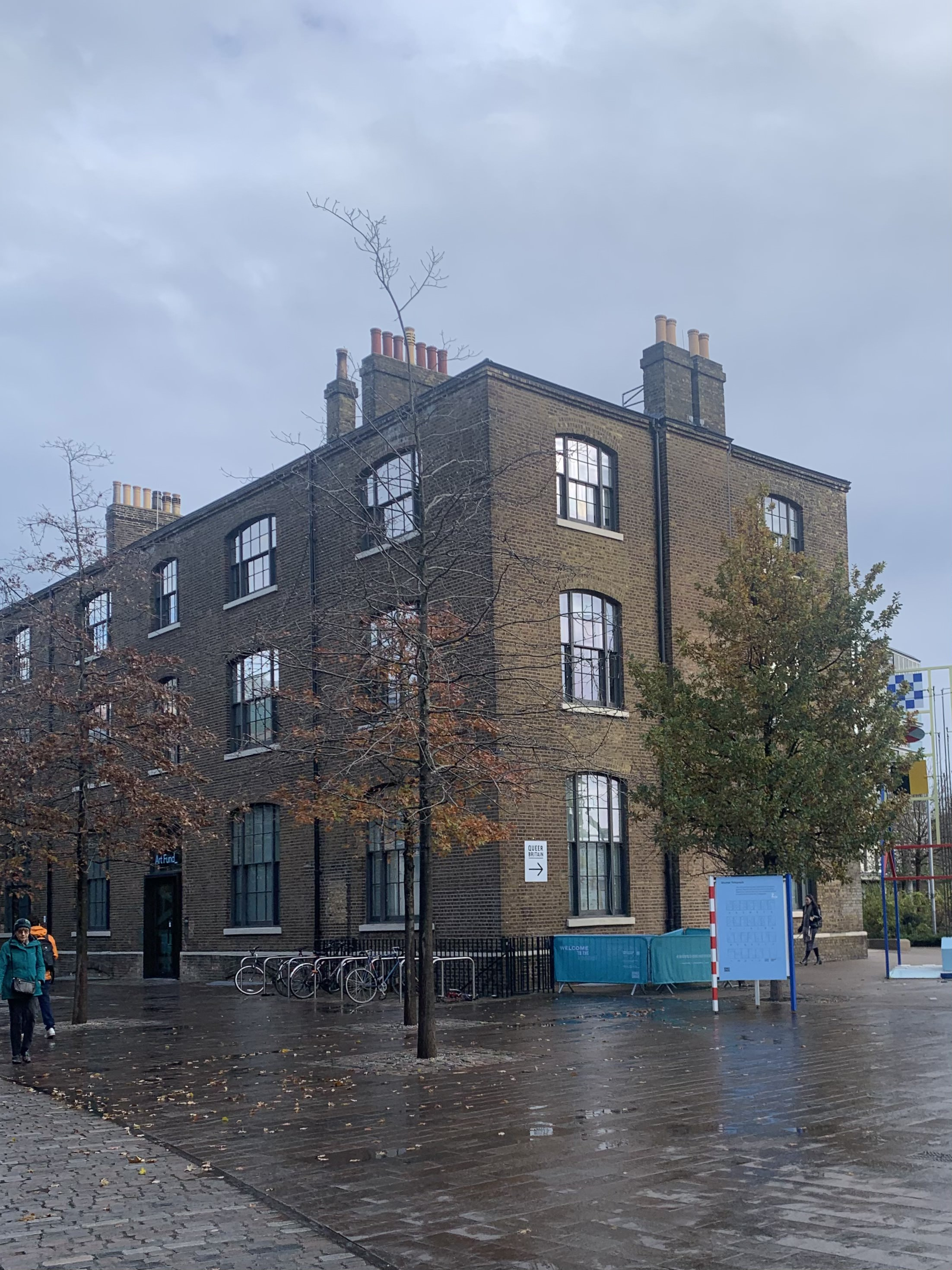
Das Museumsgebäude von Queer Britain auf dem Granary Square

### A – D
- Apsley House
- Courtauld Institute of Art
- Villa rustica (Crofton)
- Crystal Palace (Gebäude)
- Design Museum
- Dulwich Picture Gallery

### F – L
- Freud Museum
- Horniman Museum
- Jewish Museum London
- Kenwood House
- London Dungeon
- London Transport Museum

### M – N
- Madame Tussauds
- Movieum
- Museum of Domestic Design and Architecture
- Museum of Immigration and Diversity
- National Army Museum
- Museum of London Archaeology (MOLA)

### P – S
- Petrie Museum of Egyptian Archaeology

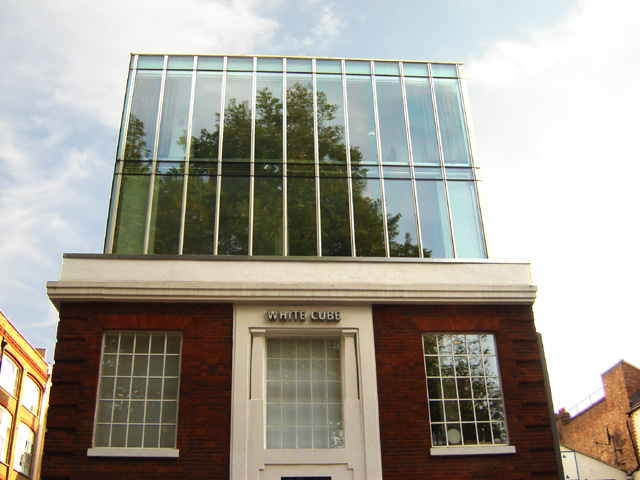
White Cube (Galerie für Gegenwartskunst)

- Portland Gallery
- Queen’s Gallery
- Queer Britain, Granary Square
- Royal Air Force Museum
- Royal Artillery Museum
- Royal Greenwich Observatory
- Saatchi Gallery

- Sherlock Holmes Museum
- Sir John Soane’s Museum
- Strawberry Hill (Bauwerk)

### T – Z
- Tower of London (kostenpflichtig)
- White Cube (London)
- Wimbledon Lawn Tennis Museum